# Javor u Volyně
Javor u Volyně je památný strom javor klen (Acer pseudoplatanus) ve Volyni, části města Výsluní v okrese Chomutov v Ústeckém kraji.
Roste v Krušných horách v nadmořské výšce 705 m při západním okraji přírodního parku Údolí Prunéřovské potoka.

## Základní údaje
Obvod kmene měří 348 cm, koruna stromu dosahuje do výšky 23 metrů (měření 2009). V roce 2009 bylo stáří stromu odhadováno na 200 let.
Javor je chráněn od roku 1983 jako krajinná dominanta.

## Stromy v okolí
- Smrky u Prunéřovského potoka
- Hasištejnská lípa
- Kukaččí smrk
- Horní úbočský smrk
- Dolní úbočský smrk